# Mrs. Craddock
Mrs. Craddock (engl. Mrs. Craddock) ist ein Roman von William Somerset Maugham, der 1902 bei William Heinemann in London erschien. Die Suche nach einem Verleger sei seinerzeit schwierig gewesen. Heinemann habe endlich nach Streichung von ein paar „gewagten Stellen“ der Publikation zugestimmt. Die unzensierte Ausgabe stamme aus dem Jahr 1938.
Die deutsche Ausgabe kam 1957 unter dem Titel „Triumph der Liebe“ im Scherz Verlag in Bern heraus.

## Inhalt
Gegen Ende des 19. Jahrhunderts: Nachdem die 18-jährige Halbwaise Bertha Ley auch noch den Vater verloren hat, wird sie von ihrer 45-jährigen Tante Polly (eigentlich Miss Mary Ley) – einem unverheiratet gebliebenen Fräulein – bis zur Volljährigkeit unter die Fittiche genommen. Die beiden landadeligen Damen halten sich zumeist in Italien oder in London auf. Bertha ist die Alleinerbin der Ländereien um das heruntergekommene Anwesen Court Leys bei Blackstable, einem Fischerstädtchen im Osten der Grafschaft Kent. Tercanbury, Leanham und Faversley liegen in der Nähe. Kurz vor ihrem 21. Geburtstag kehrt Bertha zusammen mit der Tante auf ihre Besitzung zurück und trifft dort zufällig einen Spielgefährten aus Kinderzeiten – den hochgewachsenen, kräftigen Edward Craddock. Bertha verliebt sich in den Farmer. Zum Entsetzen ihres Vormunds Dr. Ramsay, des alten Hausarztes der Leys, will Bertha den jungen Mann heiraten. Als künftiger Ehegatte wird Edward, einer ihrer verarmten Pächter von Bewlies Farm, gesellschaftlich unter der vermögenden Aristokratin stehen. Die inzwischen volljährige Bertha schlägt solche Einwände samt und sonders in den Wind. Zwar hat Edward zehn Jahre die St.-Regis-Schule in Tercanbury besucht, doch seine Bildung erweist sich als lückenhaft. Gleichviel – Bertha ist rein vernarrt in ihren starken, durch und durch prosaischen Ehemann. Die junge Frau versteigt sich zu der Ansicht, sie würde ihren Gutsbesitzer noch mehr lieben, wenn er sie schlüge. Zu Berthas Leidwesen erweist sich Edward nicht als „feuriger Liebender“ Mehr noch, Bertha hat sich an einen Mann gefesselt, der ihr aus Kindertagen längst entfremdet ist. Gelegenheit zur ersten Auseinandersetzung ergibt sich. Überhaupt ist die Ehe unglücklich. Das erste und einzige Kind, ein Junge, wird tot geboren. Bertha kann zudem nicht mehr schwanger werden. Mit der Zeit will diese Frau zeigen, dass sie die Herrin auf Court Leys ist. Das misslingt. Ihre Liebe zu Edward schlägt in Abscheu um. Bertha geht zu Tante Polly nach London und nach Rom. Nach London zurückgekehrt, lässt sich Bertha auf eine Liebelei mit dem viel jüngeren Verwandten Gerald ein. Die meist wachsame Tante Polly verhindert das Schlimmste. Bertha muss einsehen, Gerald hatte ohnehin keine ernsteren Absichten. Die Enttäuschte kehrt nach Court Leys heim. Edward hat inzwischen an seiner gesellschaftlichen Karriere gearbeitet. Er ist Vorsitzender des Städte-Kreisrats geworden.
Nachdem Bertha dreißig geworden ist, stirbt der waghalsige Sportler Edward bei einem Reitunfall. Die Herrin ist frei und hat erkannt: „Gatte und Gattin... sind einander kaum mehr als Fremde.“

## Form
Unverkennbar liegt ein Frühwerk des Autors vor. Dazu nur vier kleine Exempel. Ein einziges Mal nennt sich der Erzähler in der ersten Person: "Ich..." Dann rechtfertigt sich der Erzähler immer einmal vor dem Leser. Zum Beispiel könne er die Dialoge der Blackstabler adeligen Abendgesellschaft nicht aufs Wort wiedergeben, denn das erscheine als „grellste Karikatur“. Schlechterdings ist Somerset Maughams Urteil über die Dummheit der Menschheit vernichtend und Leserbeschimpfung bleibt zu allem Überfluss nicht aus: „Täusche dich nicht, holder Leser, ein Schriftsteller, der etwas auf sich hält, schert sich einen Dreck um dich!“

## Verwendete deutsche Ausgabe
- Mrs. Craddock. Roman. Aus dem Englischen von Elisabeth Schnack. Diogenes, Zürich 1975, ISBN 3-257-20167-2.